# The Disciple
 (septembre 2020).
Si vous disposez d'ouvrages ou d'articles de référence ou si vous connaissez des sites web de qualité traitant du thème abordé ici, merci de compléter l'article en donnant les références utiles à sa vérifiabilité et en les liant à la section « Notes et références ».
Pour plus de détails, voir Fiche technique et Distribution.
The Disciple est un film indien réalisé par Chaitanya Tamhane, sorti en 2020.
Il remporte le prix du meilleur scénario et le Prix FIPRESCI à la Mostra de Venise 2020.

## Fiche technique
- Titre français : The Disciple
- Réalisation, scénario et montage : Chaitanya Tamhane
- Direction artistique : Sushant Sawant
- Costumes : Sachin Lovalekar
- Photographie : Michal Sobocinski
- Pays d'origine : Inde
- Langue originale : Marathi
- Format : Couleurs - 35 mm - 2,35:1 - Dolby Atmos
- Genre : drame
- Durée : 127 minutes
- Date de sortie :
  - Italie : 3 septembre 2020 (Mostra de Venise 2020)

## Distribution
- Aditya Modak (en)
- Arun Dravid (en)
- Sumitra Bhave (en)
- Deepika Bhide Bhagwat
- Kiran Yadnyopavit
- Abhishek Kale
- Neela Khedkar
- Makarand Mukund
- Kristy Banerjee
- Prasad Vanarse

## Distinction

### Récompense
- Mostra de Venise 2020 : Prix du meilleur scénario[1],[2] et prix FIPRESCI.

### Sélection
- Listapad 2020 : sélection en compétition Youth on the March